# Grand Rapids Owls
Die Grand Rapids Owls waren ein US-amerikanisches Eishockeyfranchise der International Hockey League aus Grand Rapids, Michigan. 

## Geschichte
Im Anschluss an die Saison 1976/77 wurden die Columbus Owls aus der International Hockey League von ihren Besitzern verkauft, woraufhin das Franchise zunächst zu Beginn der Saison 1977/78 nach Dayton, Ohio, verlegt wurde, ehe es noch während der laufenden Spielzeit am 17. Dezember 1977 nach Grand Rapids, Michigan, verlegt wurde, wo es anschließend in Grand Rapids Owls umbenannt wurde. In ihren ersten beiden Jahren diente die Mannschaft als Farmteam der Pittsburgh Penguins aus der National Hockey League. Obwohl die Mannschaft in der 1978 und 1980 die Spielzeit jeweils auf dem neunten und somit letzten bzw. vorletzten Platz beendete, erreichte sie in der Saison 1978/79 als Sieger der South Division das Finale um den Turner Cup, in dem sie den Kalamazoo Wings in der Best-of-Seven-Serie knapp mit 3:4 Siegen unterlagen. Im Anschluss an die Saison 1979/80 wurde das Franchise ausgelöst. 

## Saisonstatistik
Abkürzungen: GP = Spiele, W = Siege, L = Niederlagen, T = Unentschieden, OTL = Niederlagen nach Overtime SOL = Niederlagen nach Shootout, Pts = Punkte, GF = Erzielte Tore, GA = Gegentore, PIM = Strafminuten
| Saison  | GP | W  | L  | T  | OTL | SOL | Pts | GF  | GA  | Platz   | Playoffs             |
| 1977–78 | 80 | 27 | 43 | 10 | —   | —   | 64  | 290 | 332 | 9., IHL | nicht qualifiziert   |
| 1978–79 | 80 | 50 | 21 | 9  | —   | —   | 109 | 368 | 267 | 1., IHL | Niederlage im Finale |
| 1979–80 | 80 | 27 | 41 | 12 | —   | —   | 66  | 327 | 340 | 9., IHL | nicht qualifiziert   |

## Team-Rekorde

### Karriererekorde
Spiele: 156  Bob Ferriter
Tore: 65  John Flesch
Assists:110  John Flesch
Punkte: 175  John Flesch
Strafminuten: 408  Bennett Wolf

## Bekannte Spieler
- Keith Crowder
- Roy Sommer